# Viễn Tây Nepal
Viễn Tây Nepal (tiếng Nepal:सुदुर पश्चिमाञ्चल विकास क्षेत्र) là một vùng phát triển của Nepal. Vùng này có diện tích 19.539 km², dân số thời điểm năm 2001 là 2.191.330 người.

## Dân số
Biến động dân số giai đoạn 1952-2001:
| Năm    | 1952 | 1961 | 1971      | 1981      | 1991      | 2001      |
| ------ | ---- | ---- | --------- | --------- | --------- | --------- |
| Dân số | -    | -    | 1.709.036 | 1.320.089 | 1.679.301 | 2.191.330 |